# Saint-Jorioz
Saint-Jorioz település Franciaországban, Haute-Savoie megyében. Lakosainak száma 6344 fő (2022. január 1.). Saint-Jorioz Duingt, Quintal, Saint-Eustache, Sevrier, Talloires-Montmin és Viuz-la-Chiésaz községekkel határos.

## Népesség
A település népessége az elmúlt években az alábbi módon változott:
| Lakosok száma | 5747 | 5747 | 5917 | 5738 | 5864 | 6008 | 6151 | 6287 | 6344 |
|               | 2013 | 2015 | 2016 | 2017 | 2018 | 2019 | 2020 | 2021 | 2022 |